# توماش باباك
توماش باباك (بالتشيكية: Tomáš Babák)‏ مواليد 28 ديسمبر 1993 في التشيك، هو لاعب كرة يد تشيكي. مثل منتخب التشيك لكرة اليد.

## سجل المنافسة
شارك في البطولات التالية:
- بطولة العالم لكرة اليد للرجال 2015
- بطولة أوروبا لكرة اليد للرجال 2014

## روابط خارجية
- توماش باباك على موقع الاتحاد الأوروبي لكرة اليد (الإنجليزية)